# Carona solidária
Carona solidária(pt-BR) ou boleia solidária ou boleia partilhada(pt-PT?) é o uso compartilhado em alternância de um automóvel particular por duas ou mais pessoas, para viajarem juntos durante o trajeto para o trabalho, escola ou qualquer outra destinação definida. Em geral, todos os participantes são proprietários de um auto e alternam seu uso, economizando assim em despesas de viagem e contribuindo à redução do congestionamento e diminuindo a poluição do ar, e a emissão de gases do efeito estufa.

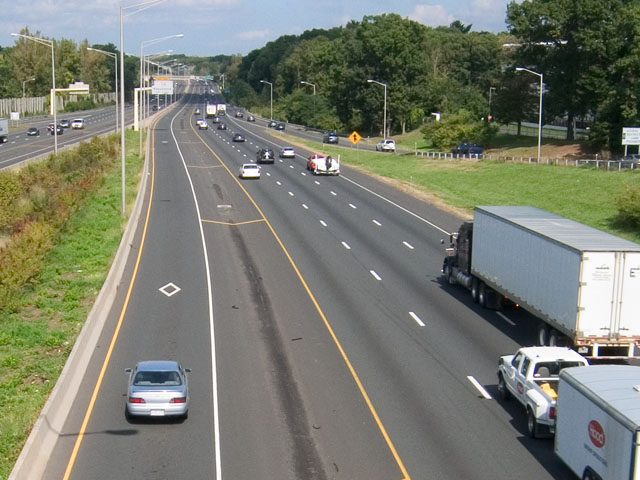
Faixa separada para uso exclusivo dos veículos de grande ocupação (faixa com losango pintado), incluindo os participantes da carona solidária, na Inter-Estadual I-91, perto de Hartford, Connecticut, Estados Unidos.

Esta é uma prática típica de cooperativa que envolve distintos graus de regularidade e formalidade. A carona solidária é uma das medidas da gestão da demanda de tráfego altamente incentivada nos Estados Unidos, no Canadá e vários países da União Europeia para aliviar os problemas crônicos de congestionamento viário. Nesse e outros países se reservam faixas exclusivas para os veículos de grande ocupação (em inglês:  high-occupancy vehicle (HOV) lanes) permitindo aos participantes da carona solidária, outros usuários que viajam com pelo menos um ou dois passageiros, e os veículos do transporte público, ultrapassar os veículos que ficam quase parados no congestionamento nas outras faixas do corredor.
A carona solidária reduz os custos envolvidos em viagens repetitivas ou de longa distância em virtude do compartilhamento do veículo, alugando apenas um veículo ou pagando ao proprietário do carro utilizado. Em alguns países desenvolveu-se os veículos de grande ocupação a fim de estimular a carona solidária e o uso do transporte público, para combater o aumento do congestionamento de tráfego. Na época de guerra, a carona solidária foi promovida para a economia de combustível. Reduzindo o número de carros em estradas, a carona solidária diminui a poluição e a necessidade de vagas de estacionamento, assim, numa perspectiva global, reduz a emissão de gases nocivos à saúde. A Carona Solidária também ajuda a diminuir o stress causado ao motorista na direção do veículo.

## Propostas no Brasil

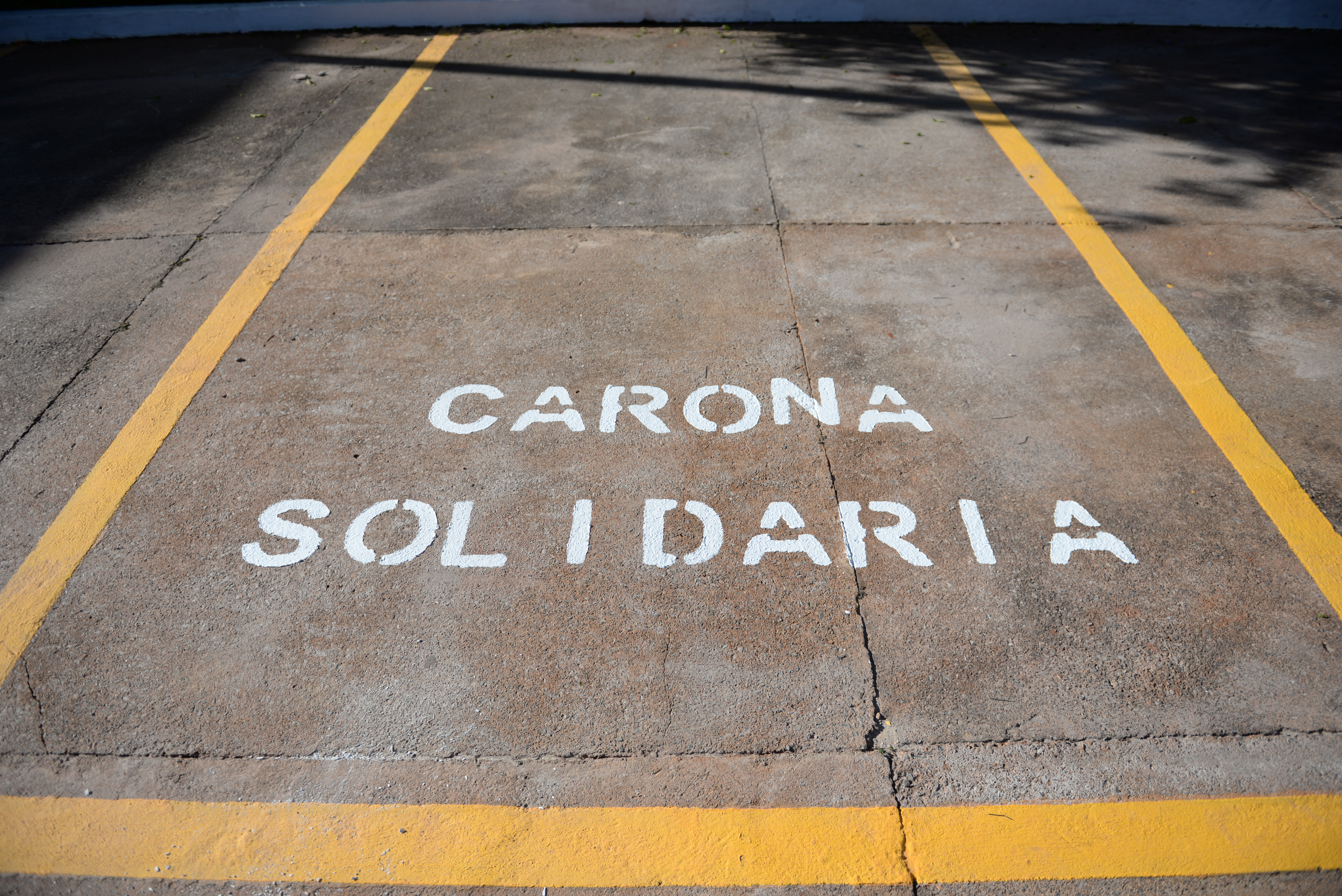
Carona solidária

Até 2007, o Brasil ainda não tinha implantado nenhum programa de carona solidária, mas em 2008 os seguidos recordes de congestionamento em São Paulo fizeram com que a Prefeitura adotasse diversas medidas operacionais para amenizar o trânsito na capital. Além de considerar a ampliação do rodízio veicular, em vigor em São Paulo desde 1997, restringindo a circulação de 20% da frota, também está considerando a introdução da carona solidária, que tinha sido proposta anteriormente, é o projeto denominado "Transporte Solidário".
Em 2008, o Assistente Social Valdir Braz de Azevedo, na cidade do Rio de Janeiro/RJ, em sua pós graduação de docência superior, fez uma monografia sobre educação e socialização do trânsito no Brasil, criando um projeto científico denominado CARONA LEGAL - TRANSPORTE SOLIDÁRIO, com a finalidade de difundir a prática da carona de forma legal, segura, gratuita e incentivada pelos poderes públicos, conforme previsto no art. 736 do Código Civil Brasileiro. E em 2011 fundou, junto com três amigos moradores da Vila Planalto, Brasília/DF, uma OSCIP denominada de Associação Socioambiental Carona Legal, com a finalidade de lutar pelo reconhecimento da sociedade brasileira que a carona é legal, sendo um ato de solidariedade e sustentabilidade, pois não só ajuda o trânsito, mas também o meio ambiente. Mais informações: www.caronalegal.org.br